# Ziekenhuis Maas en Kempen
Het Ziekenhuis Maas en Kempen (ZMK) is een ziekenhuis in de Belgische stad Maaseik. Tot 2017 was het een overkoepelende naam voor twee ziekenhuizen gelegen in de Maaseik en Bree.
Het ziekenhuis telt 213 bedden. Er werken ongeveer 550 mensen, waarvan meer dan 100 artsen.

## Geschiedenis
De ziekenhuizen van Bree en Maaseik fuseerden in 1992.
In 2007 werd bekendgemaakt dat het nieuwe Ziekenhuis Maas en Kempen op het natuurreservaat Jagersborg in Maaseik zou worden gebouwd. De bouw van het nieuwe ziekenhuis in Jagersborg startte in 2014. In september 2017 opende het nieuwe ZMK. In de voormalige campus te Bree werd een dienstencampus uitgebouwd, waar onder meer het OCMW van Bree gevestigd werd. In oktober 2020 werd beslist om het oude ziekenhuis in Maaseik te slopen.
In december 2019 werd bekendgemaakt dat het Ziekenhuis Maas en Kempen op 1 januari 2021 zal fuseren met het Ziekenhuis Oost-Limburg dat reeds drie ziekenhuizen telt, twee in Genk en het Sint-Barbaraziekenhuis in Lanaken.